# Rorik de Dorestad
Rorik de Dorestad (m. 882) también conocido como Hrørek fue un caudillo vikingo danés que gobernó diferentes territorios de Frisia entre los años 841 y 873.

## Lazos familiares
Rorik tuvo un hermano llamado Harald. El rey danés Harald Klak fue probablemente su tío, y Godofredo Haraldsson su primo hermano. La identidad de su padre, no obstante, permanece incierta. Existen varias interpretaciones de fuentes primarias sobre su familia, sobre todo porque nombres como Harald se repiten incesantemente en los textos con muy poco esfuerzo para distinguir unos individuos de otros. Pero Harald Klak tuvo al menos tres hermanos, Anulo (m. 812), Ragnfrid (m. 814) y Hemming Halfdansson (m. 837) y cualquiera de ellos pudo ser el padre de Harald y Rorik. Algunos historiadores apuntan hacia Hemming por razones cronológicas, estimando que Rorik nació en la década de 810 por lo que permanece como la teoría más plausible, aunque no incuestionable.

## Frisia
Harald el Joven había sido exiliado de Dinamarca y devastado Frisia por algunos años. Entró en alianza con el rey Lotario I quien estaba en conflicto con Ludovico Pío, su padre. Frisia pertenecía a las tierras de Ludovico y las incursiones vikingas se sucedieron con el fin de debilitar su poder. En 841 Ludovico murió y Lotario concedió a Harald y Rorik gran parte del territorio frisón. Su propósito en aquel tiempo era establecer una presencia militar con leales a la corona en Frisia, asegurando el territorio contra sus hermanos y a su vez rivales políticos Luis el Germánico y Carlos el Calvo. Ambos caudillos vikingos usaron fortalezas emplazadas en islas como base de operaciones, Rorik en la isla de Wieringen, mientras que Harald permanecía en Walcheren, también por entonces ya gobernaban Dorestad.
A principios de la década de 840, Frisia parecía atraer menos incursores que en la década anterior. Los mercenarios vikingos parecían dirigir su atención hacia Francia Occidental e Inglaterra. En 843, Lotario, Luis y Carlos firmaron el Tratado de Verdún, cerrando el contencioso territorial. Lotario anteriormente necesitó a Rorik y Harald para defender Frisia de amenazas exteriores pero con la eliminación de esas amenazas, ambos vikingos ya no era útiles para los propósitos del rey y hacia el 844 ambos "cayeron en desgracia", fueron acusados de traición y condenados a prisión. Las crónicas contemporáneas despuntan muchas dudas sobre las acusaciones. Rorik intentaría escapar más adelante mientras que Harald probablemente murió prisionero.
Según se cita en el 850 de los Anales de Fulda: "Hrørek el Nórdico" mantuvo Dorestad como beneficio junto a su hermano Harald en tiempos de Ludovico Pío. Tras la muerte del emperador y su hermano, fue acusado falsamente de traición hacia Lotario quien sucedió a su padre en el reino, siendo capturado y encerrado, aunque escapó y puso su lealtad como hombre de confianza de Luis el Germánico, rey de los francos orientales. Permaneció en la corte durante algunos años viviendo entre los sajones, quienes eran vecinos de los nórdicos, y aprovechó su estancia para reclutar una fuerza de mercenarios daneses e iniciar una campaña de pillaje y devastación cerca de la costa septentrional del reino de Lotario. Llegó desde la desembocadura del Rin a Dorestad, que asaltó y conquistó. Lotario no podía expulsarle sin mermar y arriesgar a su ejército por lo que se vio forzado a aceptarle como leal consejero por mediadores a condición de que se encargase de los impuestos y otros asuntos del erario real y resistir a las incursiones de piratería de los daneses. 
Los Annales Bertiniani también recogen el evento: "Hrørek", sobrino de Haraldr, recientemente caído en desgracia en la corte del rey Lotario, se levantó en armas con grandes ejércitos de nórdicos con un vasto número de naves devastando Frisia y la isla de Betuwe y otros emplazamientos vecinos y navegando subiendo el curso del Waal. Lotario incapaz de aplastar sus fuerzas, se vio forzado a aceptarlo como aliado y cederle Dorestad y otros condados. 
Los Annales Xantenses sólo cita brevemente: "Hrørek" el nórdico, hermano de Haraldr el Joven, quien fue previamente deshonrado por Lotario, escapó, reclamando la devolución de Dorestad y con gran decepción causó mucha maldad entre los cristianos.

## Señor de Dorestad
Rorik, junto a su primo Godofredo Haraldsson, conquistaron Dorestad y Utrecht en el 850, por lo que el emperador Lotario I tuvo que reconocerle como Señor y gobernante de la mayor parte del territorio de Frisia. Dorestad había sido uno de los puertos más prósperos del norte de Europa por entonces y durante mucho tiempo. Aceptando a Rorik como súbdito, Lotario conseguía mantener la ciudad como parte del reino y reconocía su soberanía. Por ejemplo, las monedas acuñadas localmente seguían portando la efigie del emperador. Por otro lado, Dorestad ya estaba en decandencia económica por lo que dejar a la ciudad en manos del destino no afectaba ni arriesgaba a su estado.
El obispo Hunger de Frisia de la diócesis de Utrecht tuvo que trasladarse hacia el este, a Deventer. Más tarde, junto a Godofredo, Rorik se desplazó a Dinamarca para intentar conseguir el poder durante la guerra civil danesa entre 855 y 857 pero sin éxito, aunque reforzó su posición al sur de Jutlandia. Los Annales Bertiniani citan: "Lotario I cedió Frisia a su hijo Lotario II de Lotaringia, por lo que Hrørek y Gøtrik encabezaron una expedición regresando a Dinamarca con la esperanza de obtener el poder de la corona. <...> Hrørek y Gøtrik, a quienes la fortuna no les sonrió, permanecieron en Dorestad y siguieron dominando la mayor parte de Frisia". No se menciona a Godofrego de nuevo por lo que pudo no vivir mucho más tiempo tras su regreso.  La extensión del territorio controlado por Rorik en aquel periodo es incierta. En el libro "Acuñaciones Carolingias y los Vikingos" (2007), el historiador Simon Coupland expone una detallada supoción basada en fuentes primarias. Rorik tenía el control sobre la ciudad de Gendt en el banco del río Waal, y sugiere que el río delimitada las fronteras en el sur. Kennemerland también se menciona como parte del territorio controlado por Rorik. Negociaciones posteriores con Luis el Germánico probablemente desembocarían en compartir las fronteras del sur con Francia Oriental. La franja occidental es más incierta. Rorik y su hermano controlaron las islas de Zelanda en la década de 840 pero no hay menciones posteriores al efecto relacionados con Rorik lo que puede significar que el señor de Dorestad no pudo recuperar el poder sobre ellas.

## Expedición a Dinamarca
Según los Anales de Fulda en el año 857: 
Hrørek el Nórdico, quien gobernaba Dorestad, encabezó una flota en dirección a las demarcaciones danesas con el beneplácito del rey Lotario, y con beneplácito de Hørekr, rey de los daneses, él y sus camaradas ocuparon una parte del reino que comprende entre el mar y el Eider.
Lo que significa que Rorik, con el apoyo de Lotario, fue a Dinamarca y obligó al rey Horik II reconocerle su gobierno sobre un área significativa. El río Eider antiguamente delimitaba la frontera entre Dinamarca y el Imperio carolingio. Coupland estima la extensión de la región ganada al norte o noroeste del río y ampliado a la bahía de Schlei, un estrecho acceso hacia el Mar Báltico. Pese a que no lo menciona el cronista, Rorik pudo tener control sobre Hedeby, un centro de comercio muy significativo en el área. El historiador considera Hedeby como una valiosa conquista para Rorik pues Lotario pudo tener una motivación de usar el nuevo puerto para incrementar el comercio entre su reino de Lotaringia y Escandinavia. No obstante, las incursiones en propio territorio de Rorik se han registrado en los Annales Bertiniani: 
...otros daneses asaltaron el emporio llamado Dorestad y devastaron la isla de Betuwe y distritos vecinos.
Coupland considera que los planes de Lotario fueron como un tiro por la culata. Dejando al descubierto y sin protección Dorestad y áreas adyacentes fueron presa fácil para otros mercenarios vikingos. Incluso Utrecht fue saqueada aquel mismo año. Los cronistas franceses fueron modestos o silenciaron el asunto pero Rorik probablemente fue apremiado a regresar por Lotario y defender Frisia por lo que sus conquistas en tierras danesas tuvieron aparentemente una vida corta ya que se mencionan como administradas por monarcas daneses en el año 873.

## Interrogantes sobre su lealtad
Los Annales Bertiniani citan en el año 863: "En enero los daneses navegaron por el Rin hacia Colonia, tras saquear el emporio llamado Dorestad y también una villa cercana donde los frisones se habían refugiado, tras asesinar a muchos comerciantes y tomar cautivos a gran cantidad de gentes. Entonces acecharon cierta isla cerca de la fortaleza de Neuss. Lotario se levantó en armas y atacó con sus hombres a lo largo de un banco del Rin y los sajones por el otro, acampando allí a principios de abril. Los daneses en consecuencia siguieron los consejos de Hrørek y se retiraron por el mismo camino que habían venido." La cita aclara que otro grupo mercenario vikingo atacó Dorestad antes de dirigirse a Xanten. No obstante un rumor circuló al poco tiempo indicando que Rorik animó a los incursores en su expedición. Coupland elimina la idea que Rorik pudo invitar a los mercenarios a devastar su propio territorio y sugiere que el rumor se basaba en la forma de desprenderse de los invasores. Rorik efectivamente pudo proteger su territorio convenciendo a los daneses a surcar las agua río arriba y pasando el problema a manos de otros gobernantes. Coupland indica que no fue el único caso durante el siglo IX. El asedio de París (885 a 886) por Sigfred y Rollo no hubiera terminado con la mutua aniquilación. Carlos III el Gordo simplemente permitió a Rollo dirigirse hacia Borgoña, asaltarla y devastarla.

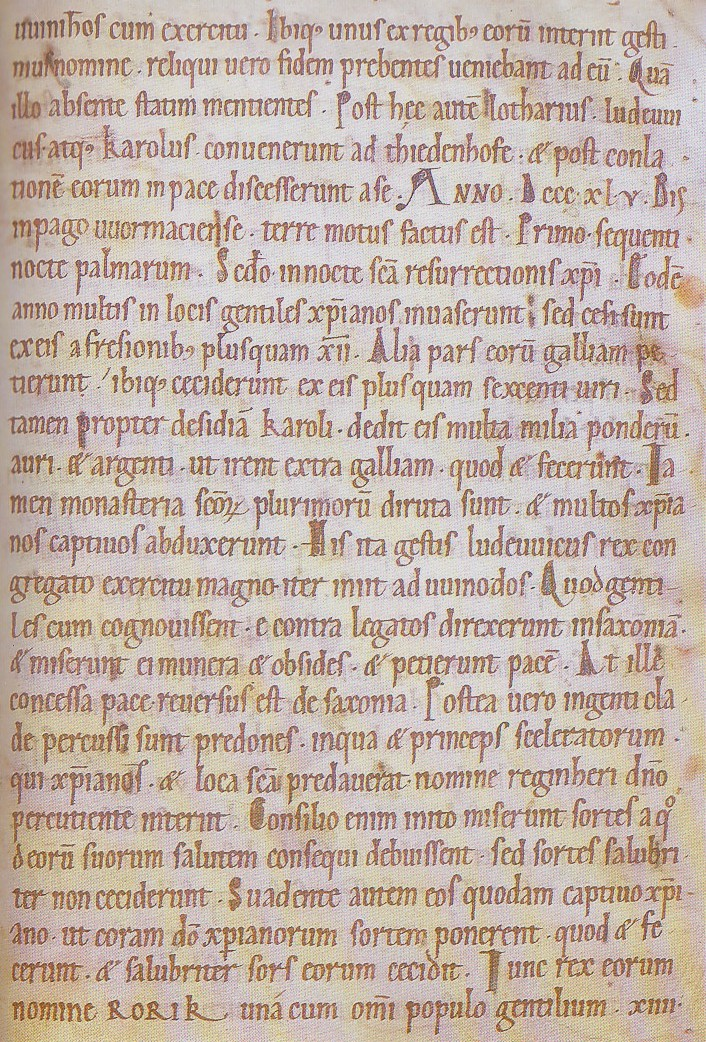
Extracto de los Annales Xantenses, copia depositada en la Biblioteca Británica, donde se menciona claramente al vikingo Rorik (abajo izquierda).

El rumor sobre la deslealtad de Rorik indujo al arzobispo Hincmaro de Reims, a escribir dos cartas, una a Hunger y otra a Rorik. El obispo Hunger fue elegido para imponer una penitencia ejemplar si el rumor resultaba que era cierto. Hincmar también dijo a Rorik que no ofreciese refugio a Balduino I de Flandes, quien se había fugado con la hija del rey Carlos el Calvo, Judith de Francia. De estas cartas se desprende que Rorik se había convertido al Cristianismo y había sido bautizado. 
El cronista Flodoardo resume el contenido de ambas cartas: la primera "al obispo Hunger sobre la excomunión de Balduino, quien raptó a la enviudada Judith, la hija del rey, para ser su esposa, por lo que fue excomulgado por el obispo. También amonesta a Hunger, para que persuada a Hrørek el Nórdico, que recientemente fue convertido a la fe cristiana, de no recibir o proteger a Balduino. Y también, si otro hombre del norte con su consentimiento, como se había dicho, hubiera procedido a incursiones en el reino tras su conversión, debería ser reprendido con un castigo apropiado."; la segunda carta, "a Hrørek el Nórdico, quien se convirtió a la fe cristiana, para que sempre debiera actuar en beneficio de la voluntad de Dios y ejecutar sus órdenes. Como él había oído de muchos de actuar así, que nadie debería persuadirle de actuar en contra de los cristianos bajo consejo o ayuda para beneficiar al paganismo, que no le hubiera dado ventaja el hecho de haber recibido el bautismo, como él mismo o mediante otros hubieran planificado asuntos perversos y hostiles. Sigue, y aclara de una forma episcopal, sobre el peligro que se esconde en tal maquinación. Fue advertido de no refugiar a Balduino, excomulgado por el Espíritu Divino, por el cual el canon fue preparado por la autoridad episcopal, pues había raptado la hija del rey para convertirla en su esposa. Y no debería permitirle consuelo, ni refugio alguno por su parte. Por lo tanto ni él ni sus hombres deberían involucrarse en sus pecados y excomunión y condenarse ellos mismos. Pero debería tener cuidado de mantenerse en el camino, para que pueda beneficiarse de las plegarias de los santos."
Coupland encuentra en el contenido de las cartas elementos reveladores. Rorik aparentemente le había sido concedido el control sobre Dorestad dos veces antes de su conversión al Cristianismo a principios de la década de 860. Hincmar y Hunger convenciendo a Rorik para no dar refugio a un enemigo declarado de Carlos el Calvo que le agraciaban con una medida de independencia política de varias cortes de la dinastía Carolingia en aquel periodo. De hecho un contemporáneo Sedulio Escoto denomina a Rorik como rey (del Latín:Rex), haciendo hincapié que tal referencia ha sido alternativamente interpretada para designar a otro gobernante del momento, Rhodri el Grande del reino de Gwynedd. Una hagiografía de Adalberto de Egmond, escrita a finales del siglo X, menciona un milagro del santo en tiempos de "Rorik el rey bárbaro'" (Latín: Roricus barbarorum rex)

## Último gobierno
En el 867 hubo una revuelta popular local de los Cokingi y Rorik fue expulsado de Frisia. Los Annales Bertiniani mencionan que Lotario II 
...reunió las huestes en todo su reino para la defensa de la patria, como él explicó, contra los hombres del norte, ya que esperó que Hrørek, a quien los habitantes llamados con nuevo nombre Cokings, le habían expulsado de Frisia, regresaría acompañado de algunos daneses para ayudarle. 
Coupland resalta que la identidad de esos Cokingi es incierta, así como incierta la naturaleza de la pérdida de poder de Rorik. Rorik pudo perder el control sobre parte del territorio o recuperado el control rápidamente ya que se le sigue citando en el año 870 como gobernante de Frisia.
El 8 de agosto de 869, muere Lotario II. Lotaringia fue reclamada por sus tíos, Luis el Germánico y Carlos el Calvo. En el 870, ambos llegan a un acuerdo con el Tratado de Meerssen en el cual se dividen el territorio entre ellos. Los Annales Bertiniani informan que Carlos el Calvo 
fue al palacio de Nimega para mantener conbversaciones con el nórdico Hrørek, a quien ligó a su favor por un tratado.
Coupland valora que las conversaciones fueron entre gobernante y otra figura de reciente aparición de un nuevo territorio anexionado. Carlos aseguró la lealtad y reconocimiento de su soberanía por lo que Rorik mantuvo el control sobre su región. El mismo tipo de acuerdo tuvo con los predecesores Lotario I y Lotario II.
Carlos y Rorik siguen en negociaciones hacia 872, según dos citas de los Annales Bertiniani: 
El 20 de enero él [Carlos el Calvo] dejó Compendio y fue al monasterio de [se desconoce el nombre en los manuscritos existentes] para mantener conversaciones con los nórdicos Hrørek y Hróðulfr.
... 
En octubre él [Carlos el Calvo] se dirigió con una nave por el río Mosa a Maastricht y mantuvo conversaciones con los nórdicos Hrørek y Hróðulfr que se reunieron con él. Carlos dio una grata recepción a Hrørek que probó lealtad, pero a Hróðulfr lo despidió con las manos vacías ya que había protagonizado actos de traición y exigiendo demandas demasiado elevadas. Carlos se preparó con sus hombres más leales para la defensa contra los ataques traicioneros de he Hróðulfr. Entonces cabalgó de regreso a Attigny a la abadía de St. Medard, donde [Carlos] pasó la Navidad.
El Hróðulfr del texto era Rodulf Haraldsson, presuntamente sobrino de Rorik. Los Annales Xantenses lo citan como nepos de Rorik que significa coloquialmente «sobrino». No obstante el mismo término cardenal nepote (Latín: cardinalis nepos) solía usarse para un familiar sin especificar un parentesco concreto; Coupland sugiere que el monasterio pudo ser Moustier-sur-Sambre en la actual provincia de Namur de Bélgica, cercano a las antiguas fronteras de Lotaringia. La razón y naturaleza de las negociaciones se desconocen.
En el 873, Rorik juró alianza a Luis, y es el último acto conocido sobre él. Los Annales Xantenses citan: 
Igualmente vino a él [Luis] Hrørek, hiel de la Cristiandad, sin embargo muchos rehenes aguardaron en las naves y se vio sometido al rey y atado por un juramento para mantener una lealtad firme.
Coupland resalta que Rorik mantuvo tierras en ambas orillas entre los reinos de Carlos y Luis lo que significa que debía lealtad a ambos y le situaba en una «situación inviable».

## Muerte
Rorik murió antes de 882 cuando sus tierras se ceden a otro nórdico, Godofredo de Frisia y los reyes francos reconocen el feudo. Según los Annales Bertiniani Carlos el Gordo, quien ostentaba el título de emperador, marchó contra los nórdicos con un gran ejército y avanzó hacia su fortificación. Una vez allí, no obstante, le invadió el temor. Por la intervención de algunos hombres, él fue convencido de llegar a un acuerdo con Gøtrik y sus hombres bajo los siguientes términos: que Gøtrik fuese bautizado, y que recibiría Frisia y otras regiones que Hrørek tuvo en posesión. Dorestad estaba en declive económico en el reino, y sus mercantes migraban a ciudades menos expuestas a constantes incursiones como Deventer y Tiel. Ambas ciudades se desarrollaron como ciudades-mercado más adelante.
Coupland incide que Rorik fue «el más poderoso e influyente de todos los daneses que figuraron en la sociedad del imperio Carolingio» del siglo IX. Especialmente resalta como cuatro monarcas (Lotario I, Lotario II, Carlos el Calvo y Luis el Germánico) aceptaron su presencia en Frisia y su continuo servicio como vasallo. Pocas críticas sobre su persona aparecen en las crónicas francas del tiempo. Incluso Hincmar no se atrevió a acusarle directamente ni exigir una penitencia como buen cristiano, lo que implica que los francos dejaron de considerarle como un elemento extranjero en el reino, reconociendo a Rorik como uno de los suyos. Los historiadores coinciden que solo existen dos registros sobre incursiones vikingas en el área a lo largo de 23 años de gobierno, todo un récord de efectividad en la defensa de Frisia en un periodo bastante turbulento.

## Riúrik
A partir del siglo XIX hubo alguna intención de vincular e identificar a Rorik con el príncipe vikingo Riúrik que aparece en la Crónica de Néstor, pero Alexander Nazarenko presenta objeciones a tal relación. También Gwyn Jones afirma que la identificación de los dos Riúrik como una única persona es dudosa y poco importante, ya que no se puede aceptar la no existencia de actividad vikinga en Rusia antes de la década de 850, sobre todo con evidencias literarias y arqueológicas.